# Dolmen du Causse de Bennes
Le Dolmen du Causse de Bennes est un dolmen situé sur la commune de Saint-Jean-Lespinasse dans le département du Lot.
Cet édifice a été fouillé en juillet 1956 par une équipe dirigée par André Clair.

## Architecture
C'est un petit dolmen du type dolmen à couloir. Il a fortement été endommagé car il a servi de cabane de berger et plusieurs éléments de sa structure ont  été récupérés pour divers usages domestiques : table de couverture, dalles du tumulus et même terre-fine (sic) retrouvée dans la chambre.  Le tumulus est de forme ovale (16,80 m X 9,60 m) et s'élève au maximum à 1,10 m de haut. Il comporte dans sa structure interne plusieurs bancs naturels de calcaire qui affleurent et donnent l'illusion d'éléments de construction.
| Dalle                                                   | Longueur | Épaisseur | Largeur |
| ------------------------------------------------------- | -------- | --------- | ------- |
| Orthostate droit                                        | 1,90 m   | 0,30 m    | 0,50 m  |
| Orthostate gauche                                       | 2,90 m   | 0,15 m    | 0,80 m  |
| Données : Inventaire des mégalithes de la France, 5-Lot |          |           |         |

Les orthostates ont été encastrées dans des rainures creusées dans le sol rocheux. La chambre d'une largeur de 1,20 m est orientée selon l'azimut 80°.

## Vestiges osseux et mobilier funéraire
Maintes fois remaniée, la chambre a livré des ossements humains et un matériel funéraire en mauvais état.
Les ossements humains sont brisés et réduits à l'état d'esquilles, seule une rotule et quelques os carpiens et tarsiens sont identifiables. 152 dents humaines ont été retrouvées dans la chambre sépulcrale, elles-mêmes en très mauvais état. Leur étude a permis d'estimer la population inhumée à 11 individus : 5 adultes de plus de 18 ans, 2 adolescents de 14 à 18 ans, 2 enfants de 7 à 14 ans et 2 jeunes enfants de moins de 7 ans.
Le mobilier lithique retrouvé se compose de petits galets de basalte et granit, de trois perles en os, d'un petit poinçon en os, d'une flèche à pédoncules en silex, d'un polissoir en grès et de petits nodules de fer sidérolithiques.
Les tessons de céramiques recueillis appartiennent à plusieurs périodes (Âge du fer, époque gallo-romaine). Ils traduisent une réutilisation du site.
L'ensemble laisse supposer une construction à la transition du Chalcolithique et du Bronze ancien.